# (9019) Eucommia
(9019) Eucommia ist ein Asteroid des inneren Hauptgürtels, der von dem belgischen Astronomen Eric Walter Elst am 28. August 1987 am La-Silla-Observatorium der Europäischen Südsternwarte in Chile (IAU-Code 809) entdeckt wurde.
Der mittlere Durchmesser des Asteroiden wurde mit circa 5 Kilometern berechnet, die Albedo mit 0,171 (±0,025).
Mittlere Sonnenentfernung (große Halbachse), Exzentrizität und Neigung der Bahnebene von (9019) Eucommia entsprechen grob der Vesta-Familie, einer großen Gruppe von Asteroiden, benannt nach (4) Vesta, dem zweitgrößten Asteroiden und drittgrößten Himmelskörper des Hauptgürtels.
Der Asteroid wurde am 2. April 1999 nach der Pflanzenfamilie Eucommiaceae benannt, deren einziges Mitglied im Quartär der Baum Eucommia ulmoides ist.